# Landtagswahlkreis Recklinghausen IV
Der Landtagswahlkreis Recklinghausen IV (bis 2022: Landtagswahlkreis Recklinghausen V) ist ein Landtagswahlkreis im Kreis Recklinghausen in Nordrhein-Westfalen. Er umfasst die Städte Castrop-Rauxel und Waltrop sowie Teile der Stadt Datteln.
Der Wahlkreis wurde zur Landtagswahl 2005 neu gebildet. 2000 umfasste er noch Gladbeck und Teile von Dorsten, was heute in etwa dem Landtagswahlkreis Recklinghausen III entspricht. Davor umfasste er noch die Kreisstadt Recklinghausen, welche heute durch den Landtagswahlkreis Recklinghausen I abgedeckt wird.

## Aktuelle Zusammensetzung
Derzeit besteht der Wahlkreis aus:
- Stadt Castrop-Rauxel,
- von der Stadt Datteln die Stadtbezirke
  - 110 Stadtmitte
  - 120 Hachhausen
  - 130 Beisenkamp
  - 140 Hagem
  - 150 Hötting
  - 160 Dümmer
  - 170 Meckinghoven
  - 180 Im Winkel
  - 200 Horneburg
  - 210 Emscher-Lippe
  - 220 Schwakenburg
  - 230 Bauernschaft Hagem[1]
  - 240 Bauernschaft Losheide
  - 250 Bauernschaft Natrop
  - 255 Natrop
  - 260 Bauernschaft Pelkum
  - 270 Bauernschaft Klostern
  - 290 Bauernschaft Bockum
  - 300 Bauernschaft Hachhausen und
  - 310 Bauernschaft Löringhof
- und die Stadt Waltrop.[2][3]

## Landtagswahl 2022
Zur Landtagswahl am 15. Mai 2022 wurde der Wahlkreis wie folgt geändert:
- Der Wahlkreis wurde von 73 Recklinghausen V in 72 Recklinghausen IV umbenannt.
- Die Stadt Datteln wurde nicht wie bislang entlang der Kommunalwahlbezirke, sondern entlang ihrer Stadtbezirke neu aufgeteilt. Dabei entfielen auf den umbenannten Wahlkreis 72 Recklinghausen IV die Kommunalwahlbezirke 110 Stadtmitte, 120 Hachhausen, 130 Beisenkamp, 140 Hagem, 150 Hötting, 160 Dümmer, 170 Meckinghoven, 180 Im Winkel, 200 Horneburg, 210 Emscher-Lippe, 220 Schwakenburg, 230 Bauernschaft Hagem,[1] 240 Bauernschaft Losheide, 250 Bauernschaft Natrop, 255 Natrop, 260 Bauernschaft Pelkum, 270 Bauernschaft Klostern, 290 Bauernschaft Bockum, 300 Bauernschaft Hachhausen und 310 Bauernschaft Löringhof.

Wahlberechtigt waren 104.503 Einwohner, die Wahlbeteiligung betrug 51,6 Prozent.
| Direktkandidat         | Partei          | Erststimmen in % | Zweitstimmen in % |
| ---------------------- | --------------- | ---------------- | ----------------- |
| Patrick-Benjamin Bök   | CDU             | 32,7             | 32,7              |
| Lisa-Kristin Kapteinat | SPD             | 41,1             | 35,1              |
| Robert Golda           | FDP             | 4,1              | 4,5               |
| Hans-Jürgen Hofstätter | AfD             | 7,0              | 6,9               |
| Maximilian Großer      | GRÜNE           | 11,7             | 13,6              |
| Fotis Matentzoglou     | LINKE           | 2,4              | 1,7               |
| Tarik Sealiti          | Team Todenhöfer | 0,4              | 0,3               |
| Dennis Walter          | Einzelbewerber  | 0,5              | –                 |
| Übrige                 | –               | 5,2              |                   |

## Landtagswahl 2017
Wahlberechtigt waren 93.457 Einwohner.
| Direktkandidat         | Partei  | Erststimmen in % | Zweitstimmen in % |
| ---------------------- | ------- | ---------------- | ----------------- |
| Lisa-Kristin Kapteinat | SPD     | 43,8             | 38,7              |
| Ulrich Meick           | CDU     | 32,2             | 28,0              |
| Mario Krüger           | GRÜNE   | 4,7              | 4,4               |
| Heinrich Josef Mußhoff | FDP     | 9,1              | 9,6               |
| Uwe Fischer            | PIRATEN | 3,5              | 1,0               |
| Dirk Knüvener          | LINKE   | 6,7              | 4,8               |
| –                      | AfD     | –                | 9,4               |
| –                      | Übrige  | –                | 4,2               |

Der traditionell sozialdemokratisch orientierte Wahlkreis wird im Landtag durch die erstmals angetretene direkt gewählte Wahlkreisabgeordnete Lisa-Kristin Kapteinat (SPD) vertreten. Der bisherige Grünen-Abgeordnete Mario Krüger, war nicht mehr auf der Landesliste abgesichert, womit sein Ausscheiden aus dem Landtag praktisch bereits vor der Wahl feststand.

## Landtagswahl 2012
Wahlberechtigt waren 95.400 Einwohner.
| Direktkandidat        | Partei  | Erststimmen in % | Zweitstimmen in % |
| --------------------- | ------- | ---------------- | ----------------- |
| Lothar Hegemann       | CDU     | 23,3             | 20,4              |
| Eva Steininger-Bludau | SPD     | 50,8             | 48,6              |
| Andreas Kemna         | GRÜNE   | 7,9              | 8,6               |
| Christoph Grabowski   | FDP     | 5,0              | 5,5               |
| Wolfgang Porrmmann    | LINKE   | 3,1              | 2,8               |
| Ronald Kaufmann       | PIRATEN | 9,8              | 9,2               |
| –                     | Übrige  | –                | 4,9               |

## Landtagswahl 2010
Wahlberechtigt waren 96.098 Einwohner.
| Direktkandidat          | Partei         | Erststimmen in % | Zweitstimmen in % |
| ----------------------- | -------------- | ---------------- | ----------------- |
| Lothar Hegemann         | CDU            | 29,0             | 26,7              |
| Eva Steininger-Bludau   | SPD            | 48,9             | 45,2              |
| Dirk Wienken            | GRÜNE          | 9,6              | 10,3              |
| Michael Hadamik         | FDP            | 3,6              | 4,6               |
| Angelika Aimene-Wiegold | LINKE          | 6,4              | 6,6               |
| Dieter Klein            | PIRATEN        | 2,0              | 1,4               |
| Herold Schincke         | Einzelbewerber | 0,5              | -                 |
| -                       | Sonstige       | -                | 5,1               |

## Landtagswahl 2005
Wahlberechtigt waren 96.923 Einwohner.
| Direktkandidat        | Partei         | Stimmen in % |
| --------------------- | -------------- | ------------ |
| Gabriele Sikora       | SPD            | 48,2         |
| Josef Berkel          | CDU            | 36,1         |
| Stefan Burmann        | FDP            | 4,4          |
| Georg Wegner          | GRÜNE          | 4,4          |
| Dieterich Strothoff   | REP            | 0,9          |
| Wolfgang Ernst Straub | PDS            | 1,1          |
| Benjamin Dahlbeck     | NPD            | 1,3          |
| Tim Pellemeier        | ödp            | 0,3          |
| Kubilay Corbaci       | Einzelbewerber | 0,3          |

## Landtagswahl 2000
Wahlberechtigt waren 72.724 Einwohner.
| Direktkandidat      | Partei | Stimmen in % |
| ------------------- | ------ | ------------ |
| Gabriele Sikora     | SPD    | 52,5         |
| Ulrich Feldkämper   | CDU    | 30,7         |
| Jens Jordan         | FDP    | 7,5          |
| Jamal Karsli        | GRÜNE  | 5,5          |
| Dieterich Strothoff | REP    | 1,7          |
| Michael Kamps-Neiß  | PDS    | 1,1          |
| Übrige              | Übrige | 1,0          |

## Wahlkreissieger
| Jahr | Wahlkreisname        | Gebiet                                       | Direktmandat           | Partei |
| ---- | -------------------- | -------------------------------------------- | ---------------------- | ------ |
| 1947 | 105 Castrop-Rauxel   | Kreisfreie Stadt Castrop-Rauxel              | Hermann Barnefske      | SPD    |
| 1950 | 105 Castrop-Rauxel   | Kreisfreie Stadt Castrop-Rauxel              | Hermann Barnefske      | SPD    |
| 1954 | 105 Castrop-Rauxel   | Kreisfreie Stadt Castrop-Rauxel              | Hermann Barnefske      | SPD    |
| 1958 | 105 Castrop-Rauxel   | Kreisfreie Stadt Castrop-Rauxel              | Hermann Barnefske      | SPD    |
| 1962 | 105 Castrop-Rauxel   | Kreisfreie Stadt Castrop-Rauxel              | Hermann Barnefske      | SPD    |
| 1966 | 108 Castrop-Rauxel   | Kreisfreie Stadt Castrop-Rauxel              | Wilhelm Mayfeld        | SPD    |
| 1970 | 108 Castrop-Rauxel   | Kreisfreie Stadt Castrop-Rauxel              | Wilhelm Mayfeld        | SPD    |
| 1975 | 108 Castrop-Rauxel   | Kreisfreie Stadt Castrop-Rauxel              | Horst Sommerfeld       | SPD    |
| 1980 | 84 Recklinghausen IV | Castrop-Rauxel, Waltrop                      | Horst Sommerfeld       | SPD    |
| 1985 | 84 Recklinghausen IV | Castrop-Rauxel, Waltrop                      | Horst Sommerfeld       | SPD    |
| 1990 | 84 Recklinghausen IV | Castrop-Rauxel, Waltrop                      | Horst Sommerfeld       | SPD    |
| 1995 | 84 Recklinghausen IV | Castrop-Rauxel, Waltrop                      | Gabriele Sikora        | SPD    |
| 2000 | 82 Recklinghausen II | Castrop-Rauxel, Waltrop                      | Gabriele Sikora        | SPD    |
| 2005 | 73 Recklinghausen V  | Castrop-Rauxel, Waltrop, Datteln (teilweise) | Gabriele Sikora        | SPD    |
| 2010 | 73 Recklinghausen V  | Castrop-Rauxel, Waltrop, Datteln (teilweise) | Eva Steininger-Bludau  | SPD    |
| 2012 | 73 Recklinghausen V  | Castrop-Rauxel, Waltrop, Datteln (teilweise) | Eva Steininger-Bludau  | SPD    |
| 2017 | 73 Recklinghausen V  | Castrop-Rauxel, Waltrop, Datteln (teilweise) | Lisa-Kristin Kapteinat | SPD    |
| 2022 | 72 Recklinghausen IV | Castrop-Rauxel, Waltrop, Datteln (teilweise) | Lisa-Kristin Kapteinat | SPD    |